# Kota Ueda
Kota Ueda (上田 康太, Ueda Kota) est un joueur de football professionnel d' Ome , Tokyo . Il appartient à la JFL・Criason Shinjuku . Son poste est milieu de terrain (MF).

## Préprofessionnel
Quand il était à l'école primaire , il a joué pour le Yomiuri Soccer Club, qui est une équipe junior de Verdy Kawasaki , et au collège, il a joué pour l'équipe de jeunes de Kashiwa Reysol . En troisième année, il était le capitaine de Hiroshi Nanami , qui était le joueur principal de la meilleure équipe à l'époque, et était le capitaine du n ° 7, et jouait sous le haut et sur le côté gauche, mais sa position de base est bénévole depuis .

## Jubilo Iwata
En 2005, il a été promu dans la meilleure équipe de Jubilo Iwata. Il est devenu un habitué à partir de l'été 2006. Il était souvent utilisé comme arrière gauche en raison de sa capacité à changer de côté, ainsi que le bas du milieu de terrain et le bas du haut. Sélectionné comme candidat aux JO de Pékin. L'ancien entraîneur Adilson , qui l'a embauché, l'a félicité en disant: "Il sera un joueur indispensable pour l'équipe nationale japonaise à l'avenir" et a contribué à remporter la Coupe Yamazaki Nabisco 2010 .

## Omiya
En 2011, il a refusé une prolongation de contrat d'Iwata et a été complètement transféré à Omiya Ardija, qui avait une offre d'acquisition. Au cours de la première année d'adhésion, il a participé à 31 matchs, mais à partir de l'année suivante 2012, la possibilité de participer a fortement diminué.

## Fagiano Okayama
En mars 2014 , il a été transféré à Fagiano Okayama sur une base temporaire à la recherche d'une opportunité de participer . Dans le nouveau monde, il a réussi à s'assurer un régulier et a participé à 35 matchs.

## Retour à Jubilo Iwata
Le 29 décembre 2014, il a été annoncé qu'il reviendrait à Jubilo Iwata pour la première fois en cinq ans depuis 2015. Son numéro de maillot est le 7, le même que dans sa jeunesse, et il a la charge de capitaine de jeu. Lors du match contre Mito Hollyhock qui s'est tenu le 9 mai de la même année , il a marqué son premier but d'anniversaire après son retour à Iwata. De plus, c'était la première fois en 1701 jours qu'Iwata marquait en tant que  . Au cours de la saison 2015, il a disputé 36 matchs et contribué à la promotion de Jubilo en J1.
Lors de la saison 2016, il a souvent joué comme remplaçant, mais à la 4e minute de la première mi-temps du J1-2e tour final face à Vegalta Sendai , il inscrit son premier but de la saison sur coup franc . Son propre score est devenu le point final, conduisant Iwata à rester en  . Ce score a été évalué comme "un but que j'ai botté à ma propre distance sans négocier avec le gardien adverse" et "un coup franc parfait qui peut être considéré comme un modèle pour la vitesse, la trajectoire et la puissance du ballon". le prix du mois  . Il y avait de nombreuses réserves lors de la saison 2017, mais lors du match J1 Round 9 contre Hokkaido Consadole Sapporo , le maître du FK Shunsuke Nakamura , qui a rejoint Iwata cette saison, était absent pour la première fois de la saison, mais à la 20e minute de la seconde. mi-temps, il était absent.FK a été aspiré dans le coin supérieur gauche du but et a soulevé un bris d'égalité.

## Fagiano retourne à Okayama
Dès la saison 2018, il revient à Fagiano Okayama avec un transfert complet . Il a été joueur régulier pendant trois saisons, mais après la fin de la saison 2020, il a été annoncé qu'il partirait en raison de l'expiration de son contrat.

## Tochigi SC
A rejoint Tochigi SC le 31 décembre 2020  . Après la fin de la saison 2021, il a quitté l'équipe en raison de l'expiration de son contrat.

## Cliathon Shinjuku
Le 3 janvier 2022, il rejoint Cliason Shinjuku, qui appartient à JFL

## Club d'affiliation
- - 1998 Club de football Yomiuri
- 1999-2001 Kashiwa Reysol Ome junior junior
- 2002 - 2004 Jubilo Iwata Youth ( Lycée Iwata Higashi )
- 2005 - 2010 Jubilo Iwata
- 2011-2014 Omiya Ardija
  - Mars 2014-Décembre de la même année Fagiano Okayama ( transfert avec limite de temps )
- 2015-2017 Jubilo Iwata
- 2018-2020 Fagiano Okayama
- 2021 Tochigi SC

- 2022 - Cliathon Shinju

## Palmarès
- Vainqueur de la Coupe de la Ligue japonaise en 2010 avec le Júbilo Iwata